# Shastatalen

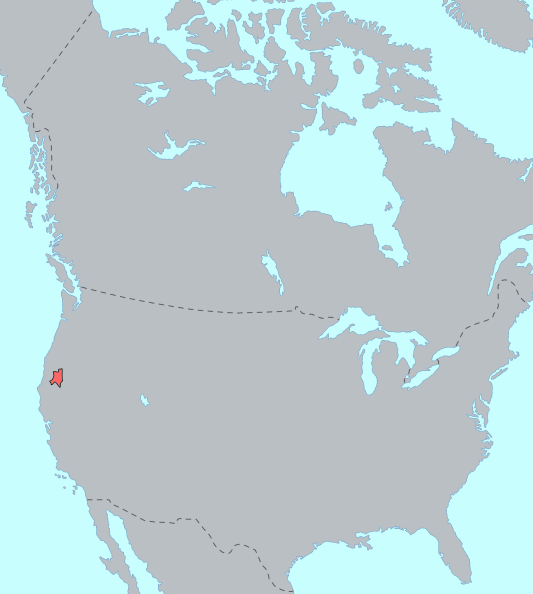
Oorspronkelijke verbreiding van de Shastatalen

De Shastatalen vormen een taalfamilie van vier uitgestorven indiaanse talen, die gesproken werden door de Shasta in het noorden van de Amerikaanse staat Californië en in het zuiden van Oregon.
De familie bestaat uit de volgende talen:
1. Konomihu (†)
2. New River Shasta (†)
3. Okwanuchu (†)
4. Shasta (ook bekend als Shastika) (†)

Okwanuchu was mogelijk een dialect van Shasta.
De Shastatalen zijn niet bewezen verwant aan andere talen. Wel wordt soms verondersteld dat ze deel uitmaken van de superfamilie van de Hokantalen.